# The Kissing Booth 2
The Kissing Booth 2 (dansk: Kysseboden 2) er en amerikansk romantisk komediefilm fra 2020. Filmen er instrueret af Vince Marcello, efter et manuskript af Marcello og Jay Arnold. Filmen er en direkte efterfølger til filmen The Kissing Booth fra 2018.

## Produktion
I februar 2019 blev det meddelt, at Joey King, Joel Courtney og Jacob Elordi ville genbesætte deres roller, hvor Vince Marcello instruerede fra et manuskript, han skrev sammen med Jay Arnold, med distribution af Netflix.
I maj 2019 sluttede Maisie Richardson-Sellers og Taylor Zakhar Perez sig til rollebesætningen, hvor Meganne Young, Carson White og Molly Ringwald gentog deres roller.
Hovedfotografering afsluttet i august 2019, der fandt sted i Sydafrika.

## Medvirkende
- Joey King som Elle Evans
- Joel Courtney som Lee Flynn
- Jacob Elordi som Noah Flynn
- Maisie Richardson-Sellers som Chloe Winthrop
- Taylor Zakhar Perez som Marco Peña
- Molly Ringwald som Mrs. Flynn
- Meganne Young som Rachel
- Stephen Jennings som Mike Evans
- Morné Visser som Mr. Flynn
- Bianca Bosch som Olivia
- Zandile Madliwa som Gwyneth
- Camilla Wolfson som Mia
- Carson White som Brad